# Baryancistrus demantoides
Baryancistrus demantoides (Барианциструс-зелена примара) — вид риб з роду Baryancistrus родини Лорікарієві ряду сомоподібні. Наукова назва походить від німецького слова diemant, тобто «діамант», та грецького слова oides — «бути схожим». Також походить від демонтоїда — типа гранату, — який коливається в кольорі від жовтувато-зеленого до коричнево-зеленого.

## Опис
Загальна довжина сягає 30 см (в акваріумі — 15). Голова помірно велика, морда сплощена. Очі невеличкі, опуклі, розташовані у верхній частині голови. Рот являє собою своєрідну присоску. З боків рота є 2 пари вусів. На щелепах є 30 зубів. Тулуб помірно подовжений. Спинний плавець великий (складається з 2 жорстких та 7 м'яких променів), широкий, вітрилоподібний. Його з'єднано з невеличким жировим. Грудні плавці великі, трохи серпоподібні, закруглені на кінцях. Черевні плавці широкі, з гіллястими променями, розташовані доволі близько до грудних. Анальний плавець крихітний. Хвостовий плавець усічений, верхній промінь довший за інший, жорсткий.
Забарвленням нагадує Hemiancistrus subviridis. Голова, тулуб і плавці жовтувато-оливкового (або жовтувато-зеленого) кольору з білими або кремовими плямами на голові та передній частині тулуба.

## Спосіб життя
Є демерсальною рибою. Воліє прісної та чистої води. Зустрічається в помірних течіях річок зі скелясто-гранітним ґрунтом. Веде прихований спосіб життя. Вдень ховається серед заростей рослин або серед каміння. Живиться водоростями.

## Розповсюдження
Мешкає у басейні річки Ориноко (Венесуела).